# Gspan
Gspan je priimek v Sloveniji, ki ga je po podatkih Statističnega urada Republike Slovenije na dan 1. januarja 2010 uporabljalo 13 oseb. 

## Znan nosilci priimka
- Alfonz Gspan (1878—1963), naravoslovec (entomolog, botanik in geometer)
- Alfonz Gspan (1904—1977), literarni zgodovinar, pesnik, urednik, leksikograf
- Boštjan Gspan, mikroelektronik, računalnikar
- Eva Gspan (*1937), umetnostna zgodovinarka, kustosinja
- Jaka Gspan, strojnik, sabljač (=3-D inženir?)
- Tina Gspan, zdravnica
- Julij Gspan (1907—1986), gradbenik, univ. prof. za železniško tehniko
- Maja Gspan Vičič (*1965), oblikovalka vizualnih komunikacij
- Marko Gspan, gradbenik
- Mirjam Manda Gspan (*1933), kemičarka?
- Nada Gspan - Prašelj (1927—2009), bibliotekarka, bibliografka, lekiskografka
- Peter Gspan (1935—2023), strojnik
- Primož Gspan (1934—2024), fizik, univ. prof.